# Eubazus macrurus
Eubazus macrurus är en stekelart som först beskrevs av Thomson 1892.  Eubazus macrurus ingår i släktet Eubazus och familjen bracksteklar. Arten är reproducerande i Sverige. Inga underarter finns listade i Catalogue of Life.